# Municipio de Stark (Misuri)
El municipio de Stark (en inglés: Stark Township) es un municipio ubicado en el condado de Hickory en el estado estadounidense de Misuri. En el año 2010 tenía una población de 958 habitantes y una densidad poblacional de 6,16 personas por km².

## Geografía
El municipio de Stark se encuentra ubicado en las coordenadas 37°56′30″N 93°9′42″O / 37.94167, -93.16167. Según la Oficina del Censo de los Estados Unidos, el municipio tiene una superficie total de 155.57 km², de la cual 155,14 km² corresponden a tierra firme y (0,28 %) 0,44 km² es agua.

## Demografía
Según el censo de 2010, había 958 personas residiendo en el municipio de Stark. La densidad de población era de 6,16 hab./km². De los 958 habitantes, el municipio de Stark estaba compuesto por el 95,41 % blancos, el 0,42 % eran afroamericanos, el 1,25 % eran amerindios, el 0,42 % eran asiáticos y el 2,51 % eran de una mezcla de razas. Del total de la población el 1,04 % eran hispanos o latinos de cualquier raza.